# Henri Lauvaux
Henri Lauvaux   (Châlons-en-Champagne, 9 d'octubre de 1900 - 14è districte de París, 19 de juliol de 1970) va ser un atleta, especialitzat en curses de fons, francès que va competir durant la dècada de 1920. Era germà del també atleta Gustave Lauvaux.
El 1924 va prendre part en els Jocs Olímpics de París, on disputà tres proves del programa d'atletisme. Guanyà la medalla de bronze en la prova del cros per equips, mentre en la de cros individual fou cinquè i en els 10.000 metres onzè. Quatre anys més tard, als Jocs d'Amsterdam, abandonà en la competició dels 10.000 metres.
El 1928 es proclamà campió nacional dels 10.000 metres.

## Millors marques
- 10.000 metres. 32' 46.8" (1924)[1]